# Callaghan Lake Provincial Park
Der Callaghan Lake Provincial Park (auch Callaghan Lake Park) ist ein etwa 2691 Hektar (ha) großer Provincial Park im Südwesten der kanadischen Provinz British Columbia, im Bereich der Pacific Ranges in den Coast Mountains im Squamish-Lillooet Regional District.

## Anlage
Der Park im Sea-to-Sky Corridor liegt etwa 20 Kilometer nordwestlich von Whistler bzw. etwa 8 Kilometer nordnordwestlich des Whistler Olympic Park und unweit des Highway 99, dem Sea-to-Sky Highway. Dabei grenzt er an zwei weitere Schutzgebiete anderer Art, im Norden an das Upper Soo Concervancy und im Süden an das Callaghan Concervancy.
Zentrum des Parks im Callaghan Valley ist der namensgebende Callaghan Lake, welcher durch den Callaghan Creek, einem rechten Nebenfluss des Cheakamus Rivers, entwässert wird. Nordwestlich des Callaghan Lake liegt dann der Cirque Lake. Höchster Punkt im Park ist der 2273 m hohe Hidden Peak an der Nordwestgrenze des Parks.
Bei dem Park handelt es sich um ein Schutzgebiet der IUCN-Kategorie II (Nationalpark).

## Geschichte
Der Park wurde am 23. Juli 1997, zusammen mit einer Gruppe von 15 weiteren der Provincial Parks in British Columbia, eingerichtet. Im Laufe der Zeit wurden dabei sowohl seine Größe wie auch sein Schutzstatus geändert. Zuletzt wurden seine Schutzgrundlage im Jahr 2004 mit dem Parks and Protected Areas Statutes Amendment Act verändert und er erhielt dabei auch seine aktuelle Größe.
Wie jedoch bei fast allen Provinzparks in British Columbia gilt auch für diesen, dass er lange bevor die Gegend von europäischen Einwanderern besiedelt oder sie Teil eines Parks wurde, sie Siedlungs- und/oder Jagd-/Fischereigebiet verschiedener Stämme der First Nations, hier hauptsächlich der Squamish und der Lil'wat, war.

## Flora und Fauna
Das Ökosystem von British Columbia wird mit dem Biogeoclimatic Ecological Classification (BEC) Zoning System in verschiedene biogeoklimatische Zonen eingeteilt. Biogeoklimatische Zonen zeichnen sich durch ein grundsätzlich identisches oder sehr ähnliches Klima sowie gleiche oder sehr ähnliche biologische und geologische Voraussetzungen aus. Daraus resultiert in den jeweiligen Zonen dann grundsätzlich auch ein sehr ähnlicher Bestand an Pflanzen und Tieren. Innerhalb dieser Systematik wird der Park auf Grund seiner Lage verschiedenen Zone, der Alpine Tundra Zone, Mountain Hemlock Zone und Coastal Western Hemlock Zone, zugeordnet.
Entsprechend dieser biogeoklimatischen Zonen herrschen im Park Felsengebirgs-Tannen, Berg-Hemlocktannen, Purpur-Tannen, Engelmann-Fichten und Weißstämmige Kiefern sowie Riesen-Lebensbäume (im englischen Sprachraum Western Red Cedar), Nootka-Scheinzypressen und Gewöhnliche Douglasien vor. Im Unterholz und auf Wiesenflächen finden sich unter anderem verschiedene Heidelbeer-Arten, Spindelbaumgewächse, Liliengewächse und Kanadischer Hartriegel.
Die nachweisbaren Tierarten entsprechen der Lage des Parks. Im Gebiet finden sich verschiedene Räuber wie Grizzlybären, Amerikanische Schwarzbären, Wölfe Pumas oder Rotluchse. Auch Kojoten, Nerze und Vielfraße kommen im Park vor. Daneben gibt es im Park auch verschiedene Paarhuferarten, wie Elche, Columbia-Schwarzwedelhirsche und Schneeziegen. In den Gewässern des Parks finden sich Regenbogenforellen, Stierforellen, Dolly-Varden-Forellen und die Lachsartigen Prosopium williamsoni (engl. Mountain whitefish).

## Aktivitäten
Callaghan Lake Provincial Park ist ein Park, in dem das sogenannte Frontcountry camping erlaubt ist. Außerdem verfügt der Park neben einer Bootsrampe, einem Picknickbereich mit Sanitäranlage über keine ausgeprägte touristische Infrastruktur. Die Hauptaktivität im Park ist das Wandern und Bergsteigen sowie im Winter der Skisport.

## Benachbarte Parks
Die nächstgelegenen Provincial Parks sind, in Richtung Norden entlang dem Highway 99, der Nairn Falls Provincial Park und in Richtung Süden der Brandywine Falls Provincial Park. Richtung Südosten liegt der Garibaldi Provincial Park und in nordwestlicher Richtung der Clendinning Provincial Park.